# Movimento di Liberazione del Congo
Il Movimento di Liberazione del Congo (in francese Mouvement de libération du Congo) è un partito politico della Repubblica Democratica del Congo. Nacque come gruppo ribelle operativo nella seconda guerra del Congo il cui capo fu Jean-Pierre Bemba, e dopo il conflitto si trasformò in partito d'opposizione.

## Anni della ribellione

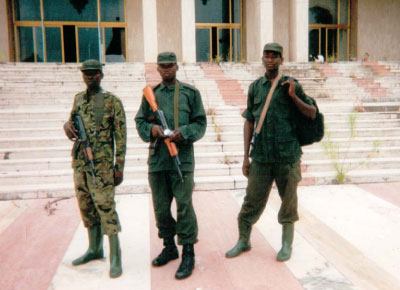
Miliziani ribelli, probabilmente affiliati all'MLC. Gbadolite, 2000

Durante la guerra, l'MLC era finanziato dal governo dell'Uganda e controllava gran parte del nord del Paese, in particolare la provincia dell'Equatore. Il MLC era guidato dall'ex uomo d'affari Jean-Pierre Bemba, che divenne vicepresidente del Paese dopo l'accordo di pace del 2002. La città di Gbadolite era la sede dell'MLC. Mentre il gruppo era finanziato dall'Uganda, il rivale Raggruppamento Congolese per la Democrazia (RCD) era appoggiato dal Ruanda.
L'MLC viene considerato come il principale sospettato per l'esecuzione dell'Effacer le tableau, una pulizia etnica contro i pigmei.
L'MLC fu giudicato colpevole per crimini di guerra commessi durante i combattimenti della Repubblica Centrafricana tra il 2002 e il 2003 nel tentativo di golpe da parte del generale François Bozizé contro il governo del presidente Ange-Félix Patassé. L'MLC intercedette per volere del governo di Patassé e commise numerosi omicidi, stupri, saccheggi e torture nel corso del conflitto mentre cercava di reprimere il colpo di Stato. Il leader dell'MLC, Jean Pierre-Bemba, venne arrestato nel 2008 vicino a Bruxelles e messo sotto processo, con tre capi d'accusa per crimini contro l'umanità e cinque per crimini di guerra nella vicina Repubblica Centrafricana tra il 2000 e il 2003, da parte della Corte penale internazionale (ICC). Condannato con due capi d'accusa per crimini contro l'umanità e tre per crimini di guerra il 21 giugno 2016 a 18 anni di reclusione, è stato completamente assolto dalla corte d'appello della ICC l'8 giugno 2018.

## Sviluppi nel dopoguerra
Come membro del dialogo inter-congolese, il generale brigadiere Malik Kijege dell'MLC fu nominato capo della logistica militare, mentre il maggior generale Dieudonné Amuli Bahigwa fu nominato capo della marina. Due dei dieci distretti militari della RDC furono affidati all'MLC, e a Bemba venne permesso di nominare e dimettere il ministro degli esteri della RDC.
Bemba, come candidato dell'MLC, arrivò secondo alle elezioni presidenziali del 2006 e il partito ottenne 64 seggi del parlamento su 500. Nelle elezioni per il senato del 19 gennaio 2007, il partito vinse 14 seggi su 108.
Nel marzo del 2007, scoppiò un conflitto nella capitale Kinshasa tra l'esercito e le guardie di Bemba, che avrebbero dovuto essere integrate nell'esercito ma si rifiutarono poiché preoccupate per la sicurezza di Bemba. L'esercito prevalse e Bemba chiese rifugio nell'ambasciata sudafricana. L'8 aprile, l'MLC rilasciò un annuncio nel quale veniva detto che la sua sede era stata occupata dalle forze governative sin dall'inizio dei combattimenti e che i militanti erano stati perseguitati tramite arresti arbitrari e intimidazioni. Il 13 aprile, il partito sospese la propria partecipazione all'Assemblea nazionale (ma non al Senato) a causa di un "clima di insicurezza permanente". Ciò avvenne subito dopo il presunto saccheggio della casa di un parlamentare dell'MLC da parte delle forze governative. Il 21 aprile, venne concesso al partito di accedere ai suoi edifici occupati in precedenza nella capitale, ritrovati vandalizzati e saccheggiati. Il 25 aprile, il partito terminò il suo boicottaggio dell'Assemblea nazionale dopo che il presidente Joseph Kabila decise di incontrare i rappresentanti dell'opposizione.
In seguito all'omicidio di Daniel Botethi, un membro dell'MLC nonché vicepresidente dell'Assemblea provinciale di Kinshasa, l'MLC annunciò il 6 luglio 2008 la sospensione della propria partecipazione all'Assemblea nazionale, al Senato e all'Assemblea provinciale di Kinshasa. L'MLC terminò il boicottaggio dopo una settimana.
Nelle elezioni generali del 2011, l'MLC ha perso la sua posizione di secondo partito in parlamento e 42 seggi nella camera bassa, rivelandosi come il quinto partito più grande dell'Assemblea nazionale.